# 布施谷道
布施谷道（ふせたにみち）は、かつて魚津の城下町（現・魚津市市街地）と布施川上流の福平（現・黒部市福平）を結んでいた街道である。

## 概要
当街道は魚津郊外の吉島で北陸街道から分岐し、六郎丸を経た後に片貝川を泥の木橋で渡って泥の木坂を上った後に十本松を通り、そこから天神山下から小川寺に出て、長引野を詰め、黒沢、大沢を経て福平に至る幅員6尺の要路であった。交易や人の往来の要路であった他、戦国時代には天神山城と魚津城の連絡路として城下の物資の輸送や人員の往来などに大いに役立つことになった。江戸時代に天神野台地に高月堂用水が、長引野台地に長引野用水が整備されてそれぞれ天神野新村（承応3年〔1654年〕）と長引野又新村（延宝6年〔1678年〕）が成立すると、当街道はさらに利用が多くなり整備されていった。
この道は福平より先は、布施谷沿いに進み僧ヶ岳へと繋がっていた。
文政7年（1824年）の古文書では布施道（ふせみち）と記載されている。